# Trijac
Trisac és un municipi francès situat al departament de Cantal i a la regió d'Alvèrnia-Roine-Alps. L'any 2007 tenia 576 habitants.

## Demografia

### Població
El 2007 la població de fet de Trisac era de 576 persones. Hi havia 256 famílies de les quals 84 eren unipersonals (44 homes vivint sols i 40 dones vivint soles), 84 parelles sense fills, 68 parelles amb fills i 20 famílies monoparentals amb fills.
La població ha evolucionat segons el següent gràfic:
Habitants censats

### Habitatges
El 2007 hi havia 485 habitatges, 261 eren l'habitatge principal de la família, 148 eren segones residències i 76 estaven desocupats. 418 eren cases i 57 eren apartaments. Dels 261 habitatges principals, 191 estaven ocupats pels seus propietaris, 56 estaven llogats i ocupats pels llogaters i 14 estaven cedits a títol gratuït; 1 tenia una cambra, 20 en tenien dues, 38 en tenien tres, 72 en tenien quatre i 130 en tenien cinc o més. 73 habitatges disposaven pel capbaix d'una plaça de pàrquing. A 107 habitatges hi havia un automòbil i a 91 n'hi havia dos o més.

### Piràmide de població
La piràmide de població per edats i sexe el 2009 era:
| Homes | Edats   | Dones |
| ----- | ------- | ----- |
| 0     | 95 o +  | 0     |
| 0     | 90 a 94 | 8     |
| 0     | 85 a 89 | 8     |
| 4     | 80 a 84 | 0     |
| 8     | 75 a 79 | 24    |
| 20    | 70 a 74 | 20    |
| 44    | 65 a 69 | 52    |
| 24    | 60 a 64 | 36    |
| 16    | 55 a 59 | 20    |
| 20    | 50 a 54 | 12    |
| 16    | 45 a 49 | 12    |
| 28    | 40 a 44 | 28    |
| 12    | 35 a 39 | 36    |
| 28    | 30 a 34 | 12    |
| 20    | 25 a 29 | 24    |
| 16    | 20 a 24 | 8     |
| 36    | 15 a 19 | 16    |
| 8     | 10 a 14 | 20    |
| 12    | 5 a 9   | 24    |
| 8     | 0 a 4   | 12    |

## Economia
El 2007 la població en edat de treballar era de 325 persones, 220 eren actives i 105 eren inactives. De les 220 persones actives 195 estaven ocupades (120 homes i 75 dones) i 25 estaven aturades (13 homes i 12 dones). De les 105 persones inactives 39 estaven jubilades, 10 estaven estudiant i 56 estaven classificades com a «altres inactius».

### Ingressos
El 2009 a Trisac hi havia 258 unitats fiscals que integraven 544 persones, la mediana anual d'ingressos fiscals per persona era de 13.218 €.

### Activitats econòmiques
Dels 28 establiments que hi havia el 2007, 3 eren d'empreses alimentàries, 5 d'empreses de construcció, 7 d'empreses de comerç i reparació d'automòbils, 2 d'empreses de transport, 2 d'empreses d'hostatgeria i restauració, 1 d'una empresa financera, 1 d'una empresa immobiliària, 3 d'empreses de serveis, 1 d'una entitat de l'administració pública i 3 d'empreses classificades com a «altres activitats de serveis».
Dels 17 establiments de servei als particulars que hi havia el 2009, 1 era una oficina de correu, 1 una oficina bancària, 1 funerària, 1 taller de reparació d'automòbils i de material agrícola, 2 guixaires pintors, 2 lampisteries, 1 electricista, 3 perruqueries, 2 veterinaris, 2 restaurants i 1 agència immobiliària.
L'únic establiment comercial que hi havia el 2009 era una fleca.
L'any 2000 a Trisac hi havia 51 explotacions agrícoles que ocupaven un total de 2.440 hectàrees.

## Equipaments sanitaris i escolars
L'únic equipament sanitari que hi havia el 2009 era una farmàcia.
El 2009 hi havia una escola elemental.

## Poblacions més properes
El següent diagrama mostra les poblacions més properes.